# Абрахам Фрімпонг
Абрахам Фрімпонг (англ. Abraham Frimpong, нар. 6 квітня 1993, Аккра) — ганський футболіст, який наразі є вільним агентом.

## Ігрова кар'єра
Народився 6 квітня 1993 року в місті Аккра, Гана. Вихованець футбольної школи італійського клубу «Віченца».
Влітку 2011 року потрапив на перегляд до белградського «Партизана», однак, пробувши місяць у клубі, він покинув команду на початку серпня та приєднався до іншого місцевого клубу «Воєводина», в якому провів пів року, але так і не дебютував на дорослому рівні, а під час наступної зимової перерви перейшов у ще один сербський клуб «Напредак» (Крушевац). Відіграв за клуб з Крушеваца наступні пять років своєї ігрової кар'єри, по 2,5 у Суперлізі та Першій лізі Сербії
13 січня 2017 року уклав контракт з сербським грандом, столичним клубом «Црвена Звезда», у складі якого провів наступні півтора роки своєї кар'єри гравця і 13 серпня 2017 року забив свій перший гол на дорослому рівні у матчі проти «Бачки», втім основним гравцем захисту команди так і не став, тим не менш вигравши чемпіонат Сербії у сезоні 2017/18.
В результаті 16 червня 2018 року Фрімпонг перейшов до угорського «Ференцвароша», з яким став дворазовим чемпіоном Угорщини. Станом на 2 жовтня 2020 року відіграв за клуб з Будапешта 33 матчі в національному чемпіонаті.

## Статистика виступів

### Статистика клубних виступів
| Сезон                           | Команда                         | Чемпіонат                       | Чемпіонат | Чемпіонат | Національний кубок | Національний кубок | Національний кубок | Континентальні кубки | Континентальні кубки | Континентальні кубки | Інші змагання | Інші змагання | Інші змагання | Усього | Усього |
| Сезон                           | Команда                         | Ліга                            | Ігор      | Голів     | Ліга               | Ігор               | Голів              | Ліга                 | Ігор                 | Голів                | Ліга          | Ігор          | Голів         | Ігор   | Голів  |
| ------------------------------- | ------------------------------- | ------------------------------- | --------- | --------- | ------------------ | ------------------ | ------------------ | -------------------- | -------------------- | -------------------- | ------------- | ------------- | ------------- | ------ | ------ |
| січ.-черв. 2012                 | «Напредак» (Крушевац)           | 1Л                              | 9         | 0         | КС                 | 0                  | 0                  |                      | -                    | -                    | -             | -             | -             | 9      | 0      |
| 2012–2013                       | «Напредак» (Крушевац)           | 1Л                              | 9         | 0         | КС                 | 1                  | 0                  |                      | -                    | -                    | -             | -             | -             | 17     | 0      |
| 2013–2014                       | «Напредак» (Крушевац)           | СЛ                              | 21        | 0         | КС                 | 1                  | 0                  |                      | -                    | -                    | -             | -             | -             | 22     | 0      |
| 2014–2015                       | «Напредак» (Крушевац)           | СЛ                              | 17        | 0         | КС                 | 1                  | 0                  |                      | -                    | -                    | -             | -             | -             | 18     | 0      |
| 2015–2016                       | «Напредак» (Крушевац)           | 1Л                              | 18        | 0         | КС                 | 2                  | 0                  |                      | -                    | -                    | -             | -             | -             | 20     | 0      |
| 2016-січ. 2017                  | «Напредак» (Крушевац)           | СЛ                              | 13        | 0         | КС                 | 0                  | 0                  |                      | -                    | -                    | -             | -             | -             | 13     | 0      |
| Усього за «Напредак» (Крушевац) | Усього за «Напредак» (Крушевац) | Усього за «Напредак» (Крушевац) | 87        | 0         |                    | 5                  | 0                  |                      | -                    | -                    |               | -             | -             | 92     | 0      |
| січ.-черв. 2017                 | «Црвена Звезда»                 | СЛ                              | 14        | 0         | КС                 | 3                  | 0                  |                      | -                    | -                    | -             | -             | -             | 17     | 0      |
| Усього за кар'єру               | Усього за кар'єру               | Усього за кар'єру               | 101       | 0         |                    | 8                  | 0                  |                      | -                    | -                    |               | -             | -             | 109    | 0      |

## Титули і досягнення
- Чемпіон Сербії (1):

«Црвена Звезда»: 2017/18
- Чемпіон Угорщини (2):

«Ференцварош»: 2018/19, 2019/20